# ISO 3166-2:NF

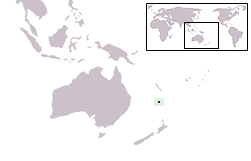
ubicación de la Isla Norfolk

ISO 3166-2:NF es la entrada correspondiente a la Isla Norfolk en la ISO 3166-2, parte de la norma ISO 3166 publicada por la Organización Internacional de Normalización (ISO), que establece códigos para los nombres de las subdivisiones principales (por ejemplo, provincias o estados) de todos los países codificados en la ISO 3166-1.
Actualmente no hay códigos ISO 3166-2 definidos en la entrada de la Isla Norfolk, dado que el territorio no posee subdivisiones definidas.
La Isla Norfolk tiene asignado oficialmente el código NF en la ISO 3166-1 alfa-2. 